# Molí de la Frontera
El Molí de la Frontera és una obra de Calldetenes (Osona) inclosa a l'Inventari del Patrimoni Arquitectònic de Catalunya.

## Descripció
Antic molí convertit en masia de dos cossos adossats de planta rectangular coberta a dues vessants amb el carener perpendicular a la façana. Aquesta presenta un portal rectangular amb llinda de fusta. A l'esquerra de l'edifici hi ha la sortida del carcabà del molí. L'obrador té dues moles de les quals només en queden les pedres i els rodets. La bassa és buida i es pot veure perfectament el pou i els dos canalots per on cau l'aigua damunt el rodet.